# Azzedine Meddour
Azzedine Meddour, né le 8 mai 1947 à Sidi Aïch en Algérie et mort le 16 mai 2000 à Alger, est un réalisateur algérien.

## Biographie
Il est d'origine du village d'Akabiou commune de Timezrit.
Il a fait des études de lettres françaises à l'université d'Alger, puis des études de cinéma à l'école de Moscou. À partir de 1978, il réalise pour la télévision algérienne, puis pour l'ENPA (Entreprise nationale de production audiovisuelle) de nombreux courts métrages qui remportent des prix internationaux. Il est le père de la réalisatrice Mounia Meddour, née en 1978.
En 1993, il est actionnaire d'Imago Production puis membre fondateur du Rais (Rassemblement des artistes, intellectuels et scientifiques).
Il fut vice-président de l'ARPA (Association des réalisateurs producteurs algériens).
Azzedine Meddour est inhumé dans le cimetière d’Akabiou, dans la commune de Timezrit.

## Œuvres
- 1980 : Les nouvelles croisades (série de 8 heures en 7 parties), 1er prix au Festival du Caire, 1er prix à Ouagadougou
- 1982 : La fillette et le Papillon
- 1983 : Entre nous (fiction), prix spécial du jury à Prague, mention au Festival de Monte-Carlo
- 1985 : Combien je vous aime, 1er prix du Festival américain du film à New York, section « Perspective »
- 1986 : Polisario, année 15
- 1988 : Un survivant raconte
- 1990 : Des faits et des faits
- 1991 : La Légende de Tiklat
- 1992 : Djurdjura
- 1993 : Le chacal doré, prix du jeune public à Palaiseau, grand prix du CERIST
- 1997 : La Montagne de Baya (Adrar N’Baya), long métrage en kabyle
- 1998 : Douleur muette, prix Adolf Grimme, Festival des films du monde de Montréal
- 1998 : Prix du public Festival de Venise 1997 (clôture de la sélection Mezzogiorno).